# Breamore
Breamore är en ort och civil parish i Storbritannien.   Den ligger i grevskapet Hampshire och riksdelen England, i den södra delen av landet, 130 km sydväst om huvudstaden London. Breamore ligger 32 meter över havet och antalet invånare är 363.
Terrängen runt Breamore är huvudsakligen platt. Breamore ligger nere i en dal. Runt Breamore är det ganska tätbefolkat, med 222 invånare per kvadratkilometer. Närmaste större samhälle är Salisbury, 12,1 km norr om Breamore. Trakten runt Breamore består till största delen av jordbruksmark.